# Хибакуся
Хибакуся (яп. 被爆者) — жертвы атомных бомбардировок Хиросимы и Нагасаки. Хибакуся переводится с японского как «люди, подвергшиеся воздействию взрыва». По данным на 31 марта 2014, в живых числилось 192 719 хибакуся (преимущественно проживавших в Японии). Из них 1 %, по данным правительства Японии, имели серьёзные онкологические заболевания, вызванные радиационным облучением после бомбардировок. Количество умерших по состоянию на 31 августа 2013 составляло порядка 450 тысяч: 286 818 в Хиросиме и 162 083 в Нагасаки.
Согласно закону к хибакуся относятся:
- находившиеся во время взрыва в пределах нескольких километров от эпицентра;
- находившиеся менее чем в двух километрах от эпицентра в течение двух недель после взрыва;
- подвергшиеся воздействию радиоактивных осадков;
- дети, рождённые женщинами, которые во время беременности попали в любую из перечисленных выше категорий.

Японское правительство поддерживает пострадавших от атомных бомбардировок, выплачивая им ежемесячное пособие и предоставляя медицинскую помощь. Однако они сами и их дети сталкиваются с серьёзными трудностями в повседневной жизни: их предпочитают не принимать на работу, с ними избегают вступать в брак, так как существует риск рождения детей с отклонениями от нормы.